# GSAT-6
O GSAT-6 (também conhecido como INSAT-4E) é um satélite de comunicação geoestacionário indiano que está localzado na posição orbital de 83 graus leste, ele foi construído e também é operado pela Organização Indiana de Pesquisa Espacial (ISRO). O satélite poderá ser utilizado para outras aplicações sociais e estratégicas. O satélite foi baseado na plataforma I-2K (I-2000) Bus e sua expectativa de vida útil era de 9 anos.

## Lançamento
O satélite foi lançado com sucesso ao espaço no dia 27 de agosto de 2015, às 11:22 UTC, por meio de um veículo GSLV Mk.2 a partir do Centro Espacial de Satish Dhawan, na Índia. Ele tinha uma massa de lançamento de 2117 kg.

## Capacidade e cobertura
O GSAT-6/INSAT-4E está equipado com 5 transponders CxS cada um de 9 MHz e 5 transponders SxC cada um de 2,7 MHz para prestar serviços de informação e entretenimento para veículos através de consoles multimídia digital e aos telefones celulares, com cobertura para todo o país.